# 柳无非
柳无非（1911年—2004年），女，江苏吴江人，中国社会活动家，曾任中国民主促进会中央委员会委员，第六、七届全国政协委员。

## 家庭
父亲柳亚子。哥哥柳无忌，妹妹柳无垢。其子陈君石为中国工程院院士。